# Prins Hamlet (Schiff, 1966)
Die Prins Hamlet war ein Fährschiff. Ihre Schwesterschiffe waren die Finnhansa und die Finnpartner mit den Wärtsilä Helsinki-Werft-Baunummern 377 und 380 sowie die Bohème mit der Turku-Werft-Baunummer 1161.

## Geschichte
Den Auftrag zum Bau des Schiffes erteilte Merivienti O/Y, Helsinki, im Jahr 1963 an den Wärtsilä-Koncernen A/B, Crichton-Vulcan, Turku/Åbo. Dieses Unternehmen wurde während des Schiffsbaus in O/Y Wärtsilä A/B umfirmiert. Das Schiff trug die Baunummer 1133. Es lief am 17. Dezember 1965 vom Stapel und wurde am 14. Mai 1966 an A/B Bonnierföretagen, Halmstad, abgeliefert. Es erhielt den Namen Prins Hamlet.
Das Schiff, das später mehrmals umgebaut wurde, hatte zunächst eine Ladekapazität von 300 PKW oder 26 LKW. Es besaß eine Bug- und eine Heckpforte; die Luken hatten eine Größe von 6,7 × 2,9 Metern. Zur Ausstattung der Fähre gehörten von Anfang an ein Bugquerstrahlpropeller und eine Flossenschlingerdämpfungsanlage. 1967 erfolgte der Einbau zusätzlicher Passagierkabinen, wodurch die höchstzulässige Zahl an Passagieren und verladenen Fahrzeugen sich verringerte.

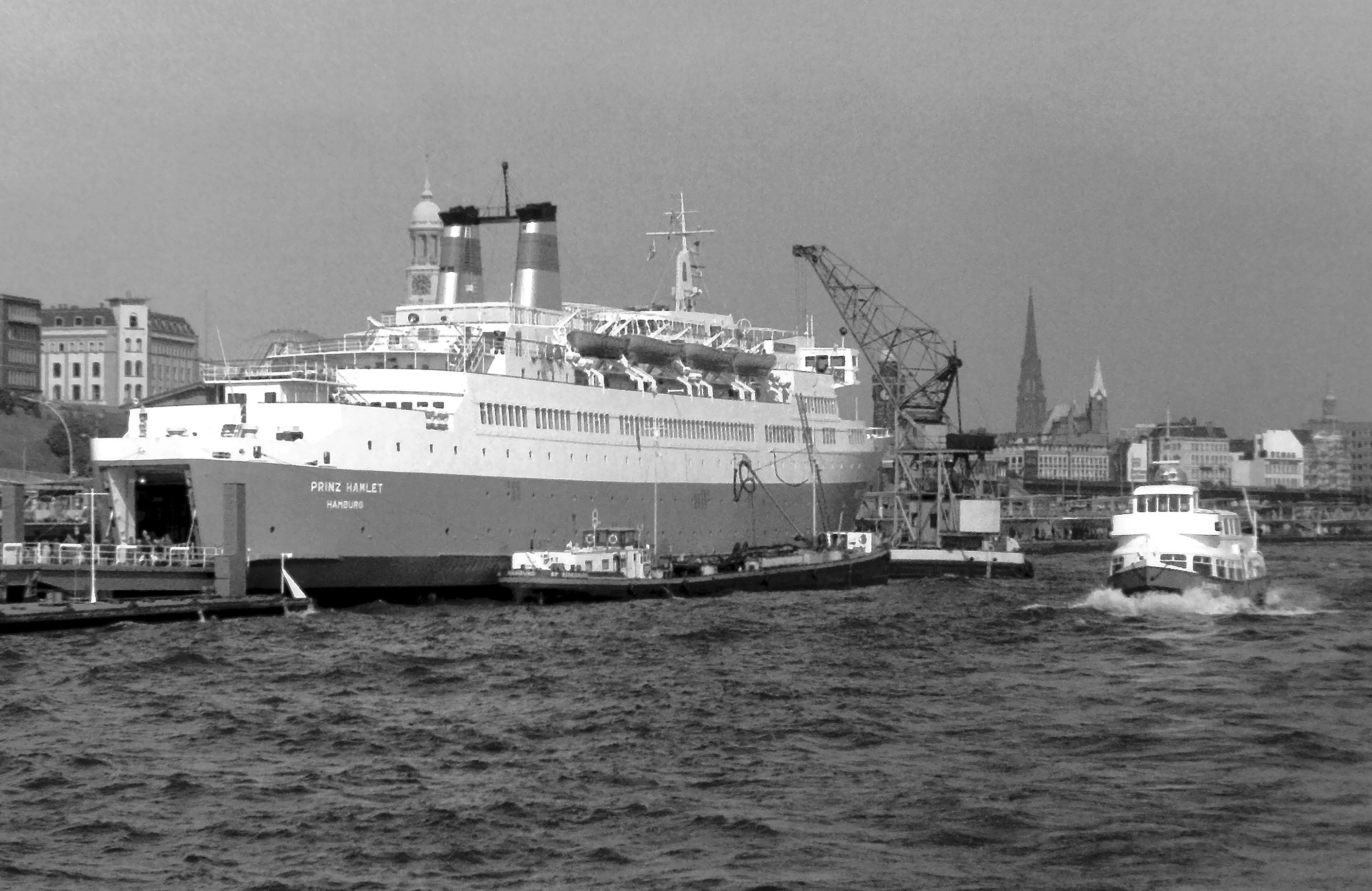
Prinz Hamlet an den Hamburger St.Pauli-Landungsbrücken

1969 ging die Prins Hamlet an die Fährexpress Hamburg GmbH über. Ab dem 29. Mai 1969 wurde sie unter dem Namen Prinz Hamlet im Fährdienst zwischen Hamburg und Harwich eingesetzt. Geplant gewesen war ein Einsatz alle zwei Tage, abwechselnd mit einem anderen Schiff, das an den anderen Tagen die Linie Bremerhaven-Harwich bedienen sollte. Die Prins Hamlet war zuvor schon seit 1966 auf der Linie Bremerhaven-Harwich im Einsatz gewesen. Sie sollte auch weiterhin statt in Hamburg an der Columbuskaje in Bremerhaven festmachen, falls schlechtes Wetter den Fahrplan gefährden sollte, da die Fahrt von Hamburg über die Elbe zeitraubender war als die Strecke ab Bremerhaven. Mit der Fährlinie Bremerhaven-Harwich hatte man in den ersten beiden Betriebsjahren gute Erfahrungen gemacht. Von vornherein plante man für 1970 die Anschaffung eines neuen, schnelleren Schiffes. Auf der Strecke Hamburg-Harwich wurde ab 1970 eine neue Prinz Hamlet eingesetzt.
So wechselte die ursprüngliche Prins Hamlet bereits 1970 erneut den Heimathafen und den Besitzer. Unter dem Namen Roussillon fuhr sie nun für die Cie. Generale Transmediterranéenne in Marseille. 1974 erfolgte der nächste Umbau. Das Schiff konnte nun 260 PKW und 998 Passagiere befördern und war mit 7466 BRT vermessen. 1978 übernahm die Soc. Nationale Maritime Corse-Mediterranée die Fähre, 1980 die Dodekanissiaki Shipping Co. S.A. auf Rhodos.
Das Schiff wurde nun auf Kamiros umgetauft und erneut umgebaut. Es bot danach bei gleicher BRT-Zahl 1006 Passagieren Platz. Ein weiterer Umbau im Jahr 1986 führte zu einer Erhöhung der Kapazitäten auf 1037 Passagiere. Zwei Jahre später, 1988, wurde das Schiff erneut umgebaut. Danach bot es Platz für 268 PKW und 1290 Passagiere.
Am 12. März 1994 lief die Kamiros vor Rhodos in schwerem Wetter auf Grund. Eine Woche später konnte das Schiff abgeborgen werden und mit eigener Kraft die Fahrt nach Piräus antreten, wo es repariert werden sollte. Im Jahr darauf ging es an Dimitros Miras & Co., Valletta, über und erhielt den Namen Thessaloniki. 1996 gehörte es der Thessaloniki Shipping Ltd. und wurde noch einmal neu vermessen.
Im Jahr 1997 wurde die Thessaloniki in Eleusis aufgelegt. Im Jahr 2000 ging sie in die Hände der New Marathon Co. in Limassol über und wurde nun Queen Calliope genannt. 2002 wurde das Schiff noch einmal umgetauft. Es erhielt den Namen Opi. Im selben Jahr wurde es zum Abbruch an Iska Metal Gemi Sokum A.S. in Aliağa in der Türkei verkauft. Dort kam es am 5. Juni 2002 an.